# Molossus pretiosus
Molosse de Miller
Espèce
Statut de conservation UICN

 LC  : Préoccupation mineure
Répartition géographique
Molossus pretiosus, le Molosse de Miller, est une espèce de chauves-souris de la famille des Molossidae.

## Répartition et habitat
Cette chauve-souris se rencontre au Brésil, en Colombie, au Costa Rica, au Guyana, au Mexique, au Nicaragua, au Panama et au Venezuela. Elle est présente dans les forêts sèches de plaine, les savanes et les broussailles proches des points d'eau.

## Description
Molossus pretiosus est une espèce insectivore qui mesure entre 5 et 12 cm selon les individus, pour une masse de 20 à 30 g.

## Classification
Le nom valide complet (avec auteur) de ce taxon est Molossus pretiosus Miller, 1902,.
Ce taxon porte en français le nom vernaculaire ou normalisé suivant : Molosse de Miller.

## Publication originale
- (en) Gerrit S. Miller, Jr, « Twenty New American Bats », Proceedings of the Academy of Natural Sciences of Philadelphia, Philadelphie, Académie des sciences naturelles de Philadelphie, vol. 54, no 2,‎ mai 1902, p. 389-412 (ISSN 0097-3157 et 1938-5293, OCLC 1382862, JSTOR 4062747, lire en ligne).